# 파멜라 블레이크

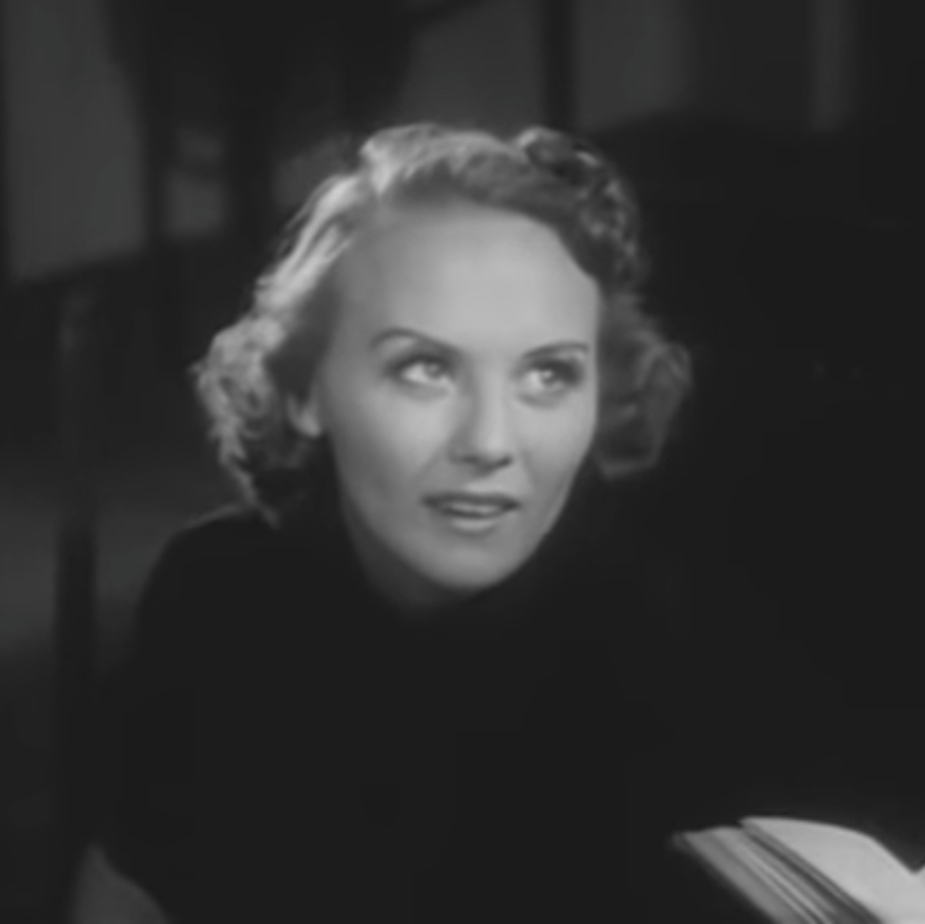

파멜라 블레이크(Pamela Blake, 1915년 8월 6일 ~ 2009년 10월 6일)는 미국의 배우, 영화배우, 텔레비전 배우이다.
캘리포니아주에서 태어났으며 라스베이거스에서 사망하였다.

## 영화
- 고스트 오브 조로 (1959년)
- 고스트 오브 조로 (1949년)
- 스윙 피버 (1943년)
- 백주의 탈출 (1942년)
- 투 매니 걸즈 (1940년)
- 원 인 어 밀리언 (1936년)